# Włościbórz, West Pomeranian Voivodeship
Włościbórz [vwɔɕˈt͡ɕibuʂ] (tiếng Đức: Lustebuhr) là một ngôi làng thuộc khu hành chính của Gmina Dygowo, thuộc hạt Kołobrzeg, West Pomeranian Voivodeship, ở phía tây bắc Ba Lan. Nó nằm khoảng 6 kilômét (4 mi)   về phía nam của Dygowo, 15 km (9 mi) về phía đông nam của Kołobrzeg và 107 km (66 mi) về phía đông bắc của thủ đô khu vực Szczecin.
Trước năm 1945, khu vực này là một phần của Đức. Sau Thế chiến II, người dân bản địa Đức bị trục xuất và thay thế bằng người Ba Lan. Đối với lịch sử của khu vực, xem Lịch sử của Pomerania.
Làng có dân số 310 người.